# Henry Radcliffe Crocker
Henry Radcliffe Crocker (6. března 1846, Hove – 22. srpna 1909, Engelberg) byl britský lékař a dermatolog.

## Život
Narodil se ve městě Hove v anglickém hrabství Sussex a medicínu vystudoval na University College Hospital, kde posléze působil. Pracoval pod dermatologem Williamem Tilbury Foxem a po jeho smrti jej vystřídal v pozici lékaře dermatologického oddělení University College Hospital. Ve svém výzkumu se zaměřoval na epidemiologii kožních chorob a histologii. Během své kariéry jako první popsal či pojmenoval nemoci, jako granuloma annulare a erythema elevatum diutinum.
Roku 1885 na zasedání Londýnské patologické společnosti jako první navrhl teorii o původu onemocnění Josepha Merricka, známého jako Sloní muž. Podle něj mohl být jeho zdravotní stav způsoben kombinací vzácné kožní choroby cutis laxa a neznámé deformity kostí, způsobené změnami v nervové soustavě.
V roce 1888 vydal učebnici Diseases of the Skin: Their Description, Pathology, Diagnosis and Treatment, díky níž se stal vůdčí osobností na poli dermatologie. Mimo jiné v ní popsal i případ již zmíněného Merricka.
Zemřel v šedesáti třech letech na srdeční selhání, které utrpěl během výletu po Švýcarsku.